# Primus inter pares
Primus inter pares è un'espressione latina (letteralmente significa "primo tra i pari"), con la quale si identifica una persona rappresentativa in un gruppo di altre che sono al suo stesso livello e con pari dignità; la funzione del primum inter pares è di guida e di coordinamento, e i suoi poteri sono vincolati dalla condizione stessa di essere a capo di persone sue pari. Solo in casi particolari il primus assume il ruolo di decisore di ultima istanza.
Nella Politica di Aristotele si afferma che solo chi è superiore agli altri può governare stabilmente (come l'uomo sulla donna o il padre sul figlio), mentre il primum inter pares non può che governare a turno con gli altri pari e in periodi uguali (o singolarmente, o a capo di un organismo collegiale): proseguendo il ragionamento, senza una priorità temporale prestabilita da un qualche ordine, ma determinata per sorteggio.

## Storia
Omero stesso fornisce il primo esempio in assoluto di primus inter pares nell'Iliade: Agamennone è alla guida dei principi achei per diritto divino e in virtù di ciò è insignito del ruolo di Comandante in Capo. La Repubblica di Venezia, durata dal 697 al 1797, ha attuato il sistema consiliare nel governo centrale, organo nel quale il Doge era primus inter pares . Il governo, chiamato Collegio dei Savi era presieduto dalla Serenissima Signoria composta dal doge, i membri del Minor Consiglio e dai tre capi della Quarantia Criminale. Il Governo decideva consiliarmente, seppure una speciale posizione del Doge derivava dal fatto che egli era anche capo dello Stato (nominato dai nobili ma approvato dal popolo in piazza) ma anche al vertice delle due camere principali, il Maggior Consiglio e il Senato. 
Tale sistema fu praticato fino al 1797, quando la Repubblica stava per attuare una grande riforma costituzionale in senso più democratico, ma il sistema fu abbattuto dalla conquista militare da parte di Napoleone.

## Organizzazione del Governo italiano
Nella Costituzione italiana il presidente del Consiglio dei ministri è il "primus inter pares". Esso ha funzioni di coordinamento dell’azione di governo, di cui è a capo, ma non dispone di poteri superiori a quelli degli altri ministri.
(Art. 95 della Costituzione della Repubblica Italiana)
Poiché il Governo deve ottenere la fiducia del Parlamento, il capo del partito vincitore delle elezioni viene solitamente incaricato di formare il governo dal presidente della Repubblica, cui spetta la nomina del presidente del Consiglio, e su proposta di questo, dei ministri; dal punto di vista istituzionale tuttavia, esso non possiede poteri particolari o superiori a quelli dei singoli ministri; può essere lui stesso ministro, ma non può rimuovere gli altri ministri dall'incarico; in caso di dimissioni di un ministro sostituisce il dimissionario assumendo la carica lui stesso (solitamente ad interim) o nominando un nuovo personaggio. Le decisioni di governo vengono prese in maniera collegiale, ossia a votazione dall'intero Consiglio dei ministri.